# Wind
Wind – trzeci singel promujący album Sünder ohne Zügel In Extremo.

## Spis utworów
1. "Wind"
2. "Omina Sol Temperat"